# Pierre-Paul Sevin
Pierre-Paul Sevin, né le 8 mai 1646 à Tournon-sur-Rhône (Ardèche) et mort dans la même ville le 2 février 1710, est un peintre d'histoire et illustrateur de compositions allégoriques dans le siècle de Louis XIV.

## Biographie
Son père, François Sevin, décorateur à Tournon, joue un rôle essentiel dans la constitution de sa culture artistique que complète sa formation au collège des Jésuites de Tournon.
Vers 1661, Pierre-Paul Sevin devient peintre de sa ville natale en se spécialisant dans les décors à fresques. Sa formation chez les jésuites et la proximité de l'école lyonnaise des arts, le fait rencontrer le Père jésuite Ménestrier pour illustrer ses livrets sur l'art d'organiser des fêtes. Avec lui, il réalise les décors de la cour du collège des Jésuites de Lyon (1662), puis ceux, éphémères, pour l’entrée des souverains de Savoie à Chambéry  (1663) et pour la canonisation de Saint-François de Sales à Annecy (1666).
Son séjour en Italie entre 1666 et 1671, au moment où Le Bernin conçoit des architectures éphémères et des décors de fêtes, lui permet de reproduire la pompe funèbre d'Alexandre VII en 1667, celle de François de Ville en 1669, un feu d'artifice commémorant la paix d'Aix-la-Chapelle en 1668 et l'ordonnance des banquets donnés par le pape en l'honneur de Christine de Suède.
À son retour d'Italie, il est appelé à Paris où il séjournera jusqu'en 1689. Trois personnages de premier plan vont lui confier d'importants travaux: le cardinal de Bouillon, Monsieur, frère du roi, pour le château de Saint-Cloud et le P. Ménestrier. On lui doit aussi les cérémonies de canonisation de saint François Borgia en 1672 à Tournon, pour la naissance du duc de Bourgogne en 1682 au Collège Louis-le-Grand à Paris et l’entrée des ducs de Bourgogne et du Berry à Grenoble en 1701. 
En 1689, il revient à Lyon pour prendre le titre de peintre de la ville, mais il est jugé inadapté à peindre les portraits et sa mission prend fin en 1690.
En 1698 il est chargé de réaliser les décors de la salle d'audience et de la salle des pas perdus du Parlement de Trévoux. Il est chargé d'effectuer ce travail en un mois d'octobre à novembre 1698. Ces décors sont des fresques en trompe-l'œil. Il a également peint un portrait du Christ en croix qui trône à l'origine dans la salle d'audience du Parlement et qui est aujourd'hui visible dans l'une des chapelles de l'église Saint-Symphorien de Trévoux.
Il s'installe ensuite à Tournon où il meurt en 1710.

## Œuvres
- Les Pompes funèbres du Prince de Condé, 1687: dessins et illustrations composés par Sevin pour la décoration de Notre Dame de Paris en vue de la pompe funèbre du Prince de Condé[7].
- Portrait de Saint Ignace de Loyola[8].
- Portrait de Louis, Dauphin de France[9].

Une gravure représentant un mausolée nous apprend que sa femme Damoiselle Marie-Anne de Coisnon de Maison est décédée le 30 mai 1683.

### Illustrations des ouvrages suivants
- Traité des statues, 1688, de François Lemée, illustré par Sevin
- Ludovico magno theses, de Louis de la Tour d'Auvergne Prince de Turenne, illustré par Sevin
- Histoire du roi Louis le Grand, 1689, par Claude François Ménestrier, illustré par Sevin

## Galerie

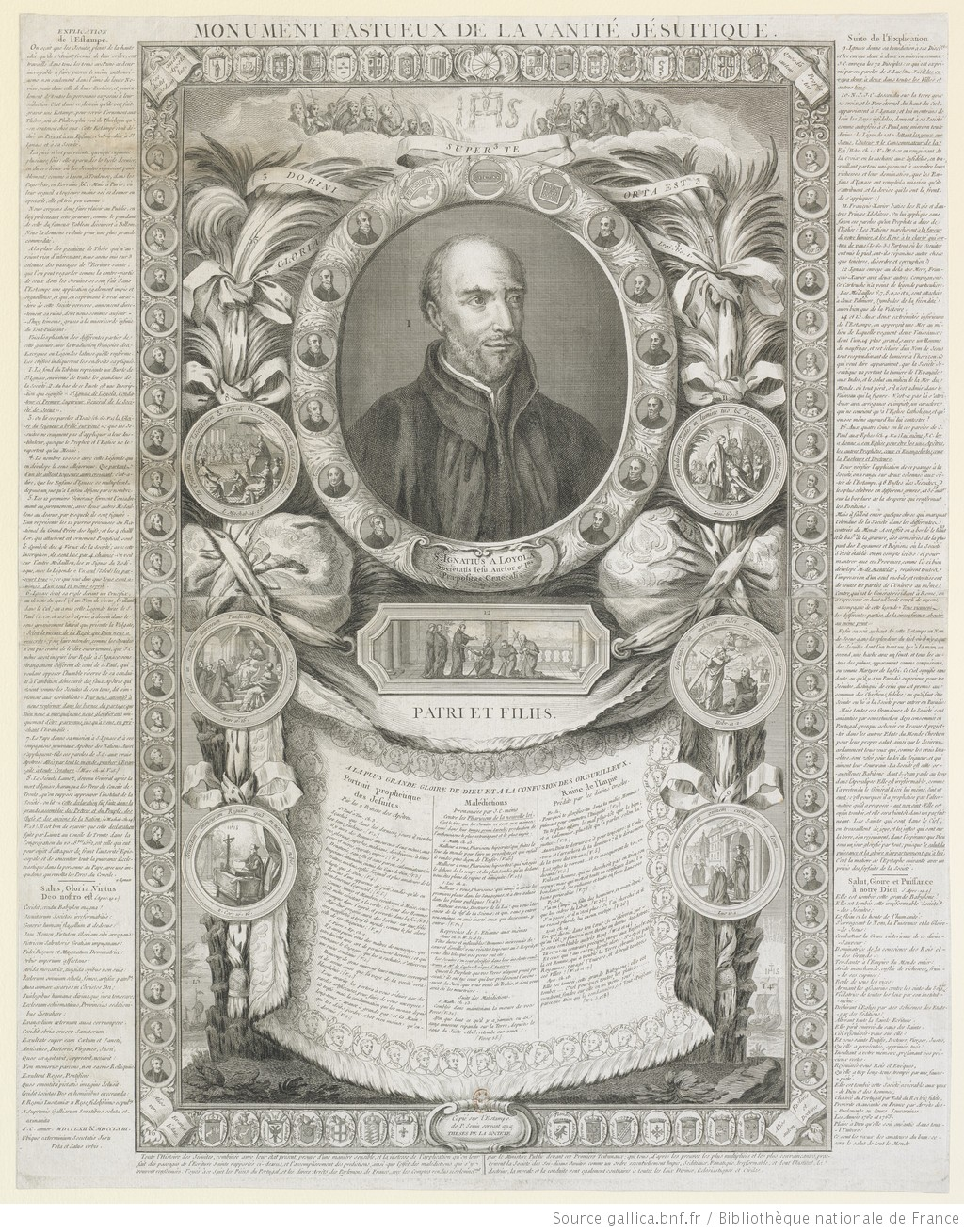
Estampe du portrait de Saint Ignace de Loyola.
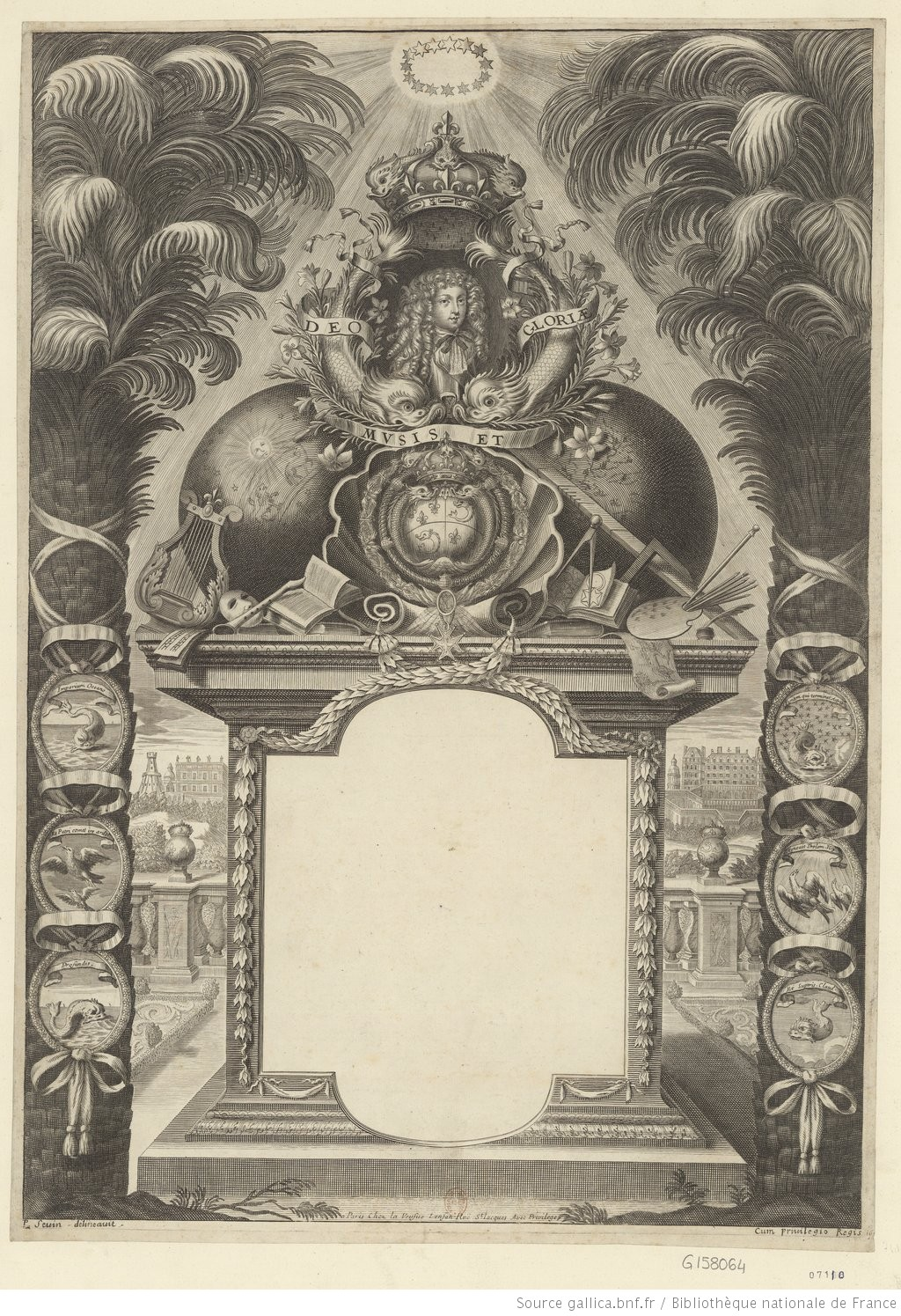
Estampe en l'honneur de Louis Dauphin de France.
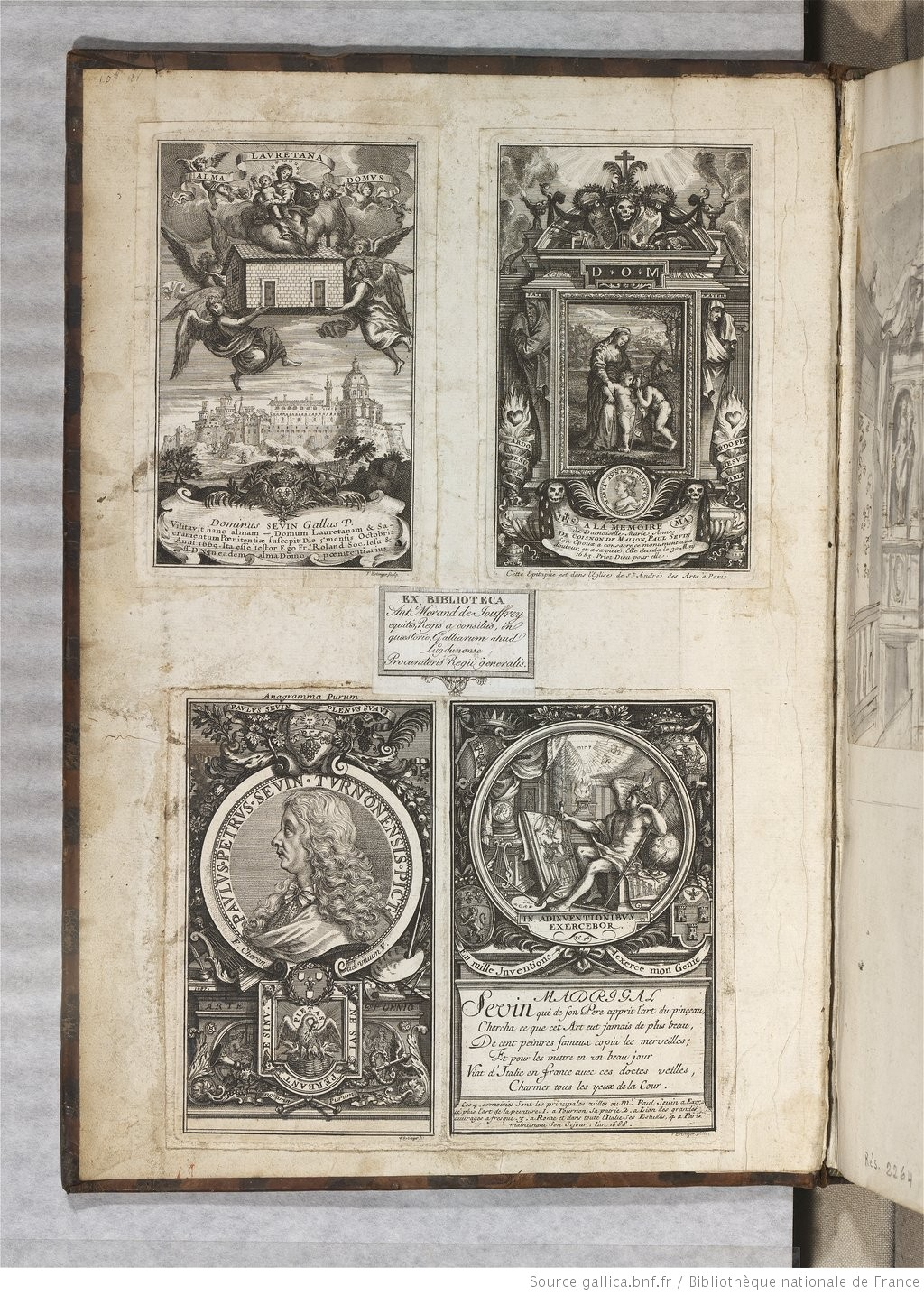
Première page d'un recueil de décors de théâtre et de pompes funèbres.